# 城野マサト
城野 マサト（きの まさと、1979年6月18日 - ）は、オフィス・オーパ所属の俳優。愛知県生まれ。身長183cm。足の大きさ28cm。双子座。

## 人物
- 趣味は競馬。特技はサッカー、マジックバルーン。また、「さんかく食べ」というご飯とおかずを均等に食べきるという変わった特技も持つ。
- 取得資格のなかに「書道3段」があり、本人かなり達筆である。
- 携帯電話のカメラを使った、いわゆる「写メ」を使った撮影が得意で、本人のブログでも意外な才能を発揮している。
- 弟と妹が1人ずつの3兄弟だが、弟も180cmオーバー、妹170cmオーバーとかなりの高身長兄弟である。
- 実家は愛知県一宮市内で「アパッチ」という喫茶店を経営している。

## 出演作品

### テレビドラマ
- 夢をかなえるゾウ 第1話（2008年10月2日、読売テレビ・日本テレビ）- 警察官 役
- イノセント・ラヴ 第1話・第2話・第8話（2008年10月20日・10月27日・12月8日、フジテレビ）
- 女子大生会計士の事件簿 第6話（2008年11月12日、BS-i）
- 婚カツ! 第4話「女からの愛の告白」・第10話「そばにいてほしい」（2009年5月11日・6月22日、フジテレビ） - ゴルフ合コン参加者・山口 役
- JIN-仁- 第4話「運命と悲劇の再会」（2009年11月1日、TBS）
  - JIN-仁- 完結編 第1話（2011年4月17日、TBS）
- 25分私が初めて創ったドラマ「5Q」（2009年12月22日、NHK-BShi） - 麻生 役（レギュラー出演）
- 土曜プレミアム「最後の約束」（2010年1月9日、フジテレビ）
- ナサケの女〜国税局査察官〜」第1話-第3話（2010年10月21日-11月4日、テレビ朝日）
  - ナサケの女〜国税局査察官〜」スペシャル（2012年2月4日、テレビ朝日）
- ここが噂のエル・パラシオ」第9話（2011年12月2日、テレビ東京）
- 未来日記-ANOTHER:WORLD-」第1話（2012年4月21日、フジテレビ）
- 花のズボラ飯 第4話「居酒屋グルメ&コンビニおにぎり茶漬け」（2012年11月13日、毎日放送・TBS）- 居酒屋の客 役
- 解決!トクムラケンタの顧客簿（2013年2月9日-、BSフジ）- 主演・トクムラケンタ役[1]
- 世にも奇妙な物語'13 春の特別編「呪web」（2013年5月11日、CX） - 通行人A 役
- ラスト♡シンデレラ 第10話・第11話（2013年6月13日・20日、フジテレビ）[1]
- 密会の宿 10「禁じられた愛 北鎌倉悲恋殺人」（2013年8月7日、テレビ東京）- 助監督 役
- 半沢直樹 第5話 - 第10話（2013年8月11日 - 9月22日、TBS）- 東京中央銀行銀行員 役[1]
- 医龍4〜Team Medical Dragon〜 第9話（2014年3月6日、フジテレビ）- 麻酔科医・清水 役[1]
- S -最後の警官-（2014年1月 - 3月、TBS） - SAT隊員 役（レギュラー出演）[1]
- 水球ヤンキース 第10話（2014年9月20日、フジテレビ）- 医師 役[1]
- ファーストクラス 第7話（2014年11月26日、フジテレビ）- SP 役[1]
- 黒服物語 第6話（2014年11月28日、テレビ朝日）- 須永 役[1]
- オリエント急行殺人事件 第1夜（2015年1月11日、フジテレビ）- ウェイター 役[1]
- 上流階級〜富久丸百貨店外商部〜（2015年1月16日、フジテレビ）- 富久丸外商部：福田 役[1]
- ようこそ、わが家へ（2015年4月13日 - 6月15日、フジテレビ）- ナカノ電子部品営業員 役[1]
- 容疑者は8人の人気芸人（2015年4月18日、フジテレビ）
- 天皇の料理番 第9話・第11話（2015年6月21日・7月5日、TBS）- 加藤料理長 役[1]
- エイジハラスメント 第2話（2015年7月16日、テレビ東京）- 牧野雅人 役[1]
- HEAT 最終話（2015年9月1日、フジテレビ）- 先輩隊員・小椋 役[1]
- 婚活刑事 第11話（2015年9月10日、読売テレビ）- 捜査員Ａ 役[1]
- 無痛〜診える眼〜 第1話（2015年10月7日、フジテレビ）- 松田誠 役[1]
- エンジェル・ハート 第5話（2015年11月8日、日本テレビ）- 別府 役[1]
- わたしを離さないで 第6話（2016年2月19日、TBS）
- 世にも奇妙な物語 春の特別編「通いの軍隊」（2016年5月28日、フジテレビ）- 正規軍人 役[1]
- HOPE〜期待ゼロの新入社員〜（ティザー広告）（2016年、フジテレビ）- 工場責任者 役
- イケメンGO!（2016年、FOD）- 社員 役[1]
- 水晶の鼓動 殺人分析班 第1話・第2話・第5話（2016年11月13日・11月20日・12月11日、WOWOW）- 刑務官 役[1]
- 英雄たちの選択 真説！薩長同盟　若き家老・小松帯刀の挑戦（2016年12月22日、NHK BSプレミアム）- 小松帯刀 役[1]
- 大貧乏 第1話（2017年1月8日、フジテレビ）- 元同級生 役[1]
- わにとかげぎす 第8話（2017年9月13日、TBS）- 警官 役[1]
- 民衆の敵〜世の中、おかしくないですか!?〜 第9話・第10話（2017年12月18日・25日、フジテレビ）- サクラ男 役[1]
- 命売ります 第4話（2018年2月3日、BS Japan）- 慎太郎の弟 役[1]
- 極道めし#テレビドラマ 第2話（2018年7月21日、BS Japan）- 若頭 役[1]
- 絶対零度 season3 〜未然犯罪潜入捜査〜 第7話（2018年8月20日、フジテレビ）- 取調官 役[1]
- 絶叫 第1話・第3話（2019年3月24日・4月7日、WOWOW）- 警官 役[1]
- 破天荒フェニックス 第3話（2020年1月5日、テレビ朝日）- ベンチャーキャピタル社員 役[1]
- アメリカに負けなかった男〜バカヤロー総理 吉田茂〜（2020年2月24日、テレビ東京）[1]
- 竜の道 二つの顔の復讐者（2020年、関西テレビ）[1]
- 天国と地獄〜サイコな2人〜 第4話（2021年2月7日、TBS）[1]
- 文豪少年!〜ジャニーズJr.で名作を読み解いた〜 第6話（2021年4月25日、WOWOW）[1]
- ナイト・ドクター 第1話・第6話（2021年6月21日・8月9日、フジテレビ）※第1話は声の出演[1]
- 世にも奇妙な物語 夏の特別編（2021年6月26日、フジテレビ）- 鑑識 役[1]
- 彼女はキレイだった 第5話（2021年8月10日、関西テレビ）[1]
- 駐在刑事 Season3 第1話・第3話（2022年1月14日・28日、テレビ東京）[1]
- 真夜中にハロー! 第2話（2022年1月21日、テレビ東京）[1]
- ドクターホワイト 第4話（2022年2月7日、フジテレビ） - 海江田秘書 役[1]
- 復讐の未亡人 第1話（2022年7月8日、テレビ東京）- 警察官 役[1]
- 波よ聞いてくれ 第7話（2023年6月2日、テレビ朝日） - 江原 役
- 院内警察 第4話・第5話（2024年2月2日・9日、フジテレビ） - 医師 役
- ダブルチート 偽りの警官 Season1 第7話（2024年6月7日、テレビ東京・WOWOW） - クラブ従業員 役[2]
- 嗤う淑女 第4話（2024年8月17日、東海テレビ・フジテレビ系） - 刑事 役[3]
- モンスター 第4話（2024年11月4日、関西テレビ・フジテレビ系） - 週刊誌記者 役[4]
- 私の知らない私 第6話（2025年2月13日、読売テレビ・日本テレビ） - カメラマン 役[5]

### 配信ドラマ
- 仮面ライダーBLACK SUN（2022年10月28日、Amazon Prime Video） - SP 役
- Naokiman HORROR SHOW「オンタキサン」（2023年8月19日配信予定、DMM TV）[6]
- MALICE 第1話（2023年9月14日、U-NEXT）

### 映画
- 青い鳥（2008年、日活）
- 吉本DIRECTOR'S 100 Whisper〜だから彼女はささやいた（2008年、吉本興業）
- 2STEPS!（2009年、ゴー・シネマ） - ヤクザ 役
- プライド（2009年、ヘキサゴン・ピクチャーズ）
- クジラ 極道の食卓（2009年、エクセレントフィルムパートナーズ）
- 童貞放浪記（2009年）
- ジェネラル・ルージュの凱旋（2009年、東宝）
- クローズZEROII（2009年、東宝）－鳳仙学園生徒　役
- 真夏のオリオン（2009年、東宝）- 日本海軍将校　役
- 引き出しの中のラブレター（2009年、松竹）
- 死神の刃（2010年、GPミュージアムソフト）－コウジ役
- 花のあと（2010年3月13日公開、東映）
- 僕たちのプレイボール（2010年5月公開、ゴー・シネマ） - カメラマン・木野 役
- S -最後の警官- 奪還 RECOVERY OF OUR FUTURE（2015年8月公開、東宝） - SAT情報班 役[1]
- シン・ゴジラ（2016年、東宝）- SP④ 役[7]